# René Letourneur
Pour les articles homonymes, voir Tourneur.
René Letourneur, né le 26 novembre 1898 à Paris 12e, et mort dans le 4e arrondissement de la même ville le 16 novembre 1990, est un sculpteur français.

## Biographie
René Letourneur expose pour la première fois en 1922 au Salon des artistes français, où il se voit décerner une médaille. En 1925, il obtient la médaille d'or de l'Exposition des Arts décoratifs industriels et modernes, pour une série de quatre bas-reliefs : La Ronde des Muses. Il exposera aussi au Salon des artistes décorateurs et au Salon d'automne. Grand prix de Rome en 1926, il remporte, avec son ami le sculpteur Jacques Zwobada, un concours pour la construction d'un Monument à Simón Bolívar, commandité par l'État équatorien, monument qu'ils réaliseront en bronze. Il travaille à la décoration de façades d'immeubles (no 67 quai d'Orsay à Paris, architecte André Leconte), et s'engage dans la résistance pendant la Seconde Guerre mondiale.

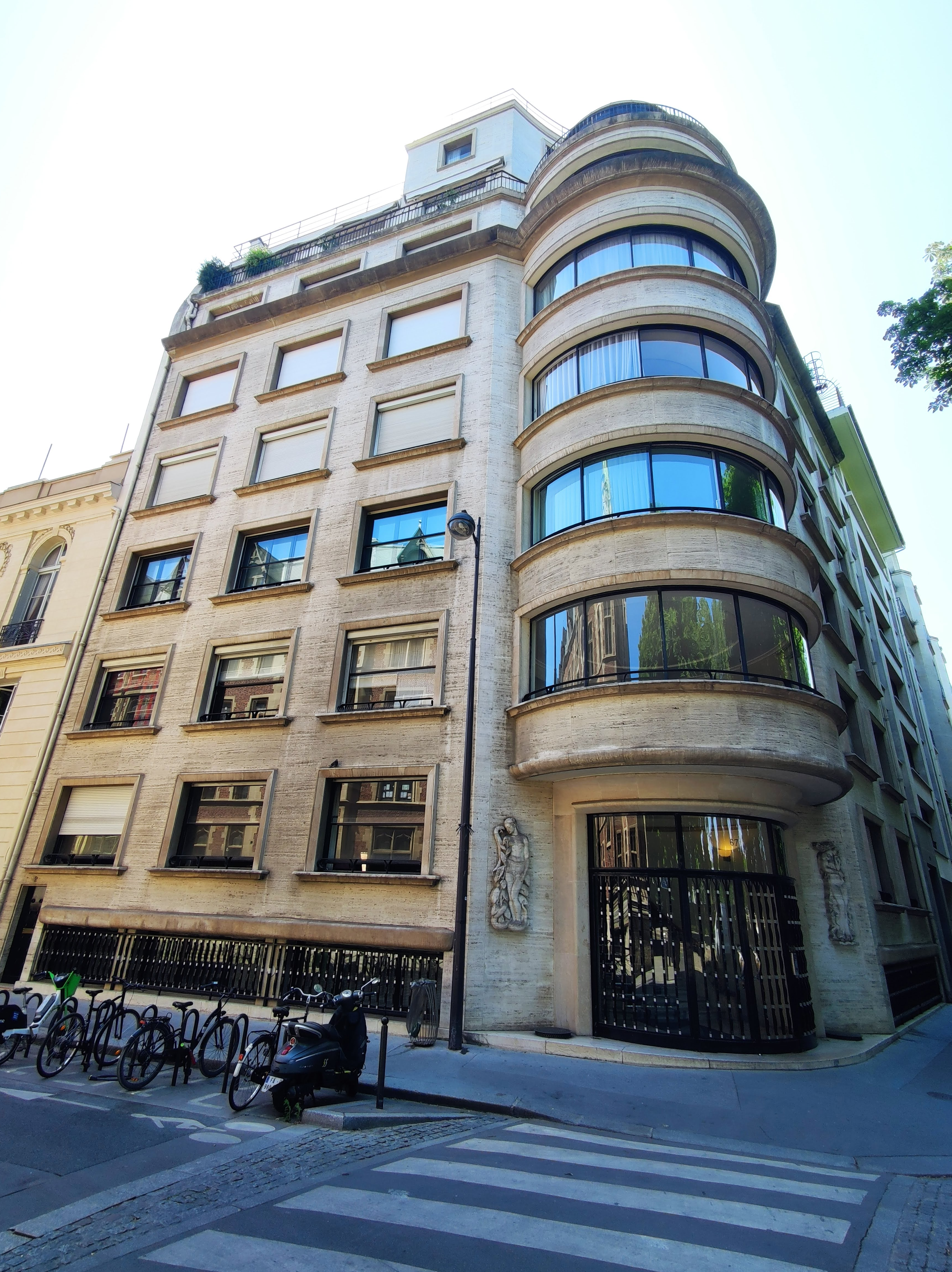
no 67 quai d'Orsay, Paris.

En 1934, il commence la construction de sa maison, réalisée par l'architecte André Leconte et qui est terminée en 1957 et sur laquelle il réalise une fresque en cimentolithe. Cette maison est située sur un terrain où se trouvent, en commun avec Jacques Zwobada, leurs ateliers à Fontenay-aux-Roses dans les Hauts-de-Seine. Zwobada y construira plus tard également sa maison et Letourneur louera une partie de cet atelier à Jean Dubuffet en 1968.
En 1948, il divorce d'avec Antonia Fiermonte, qui va épouser Jacques Zwobada la même année. René Letourneur se remarie en 1952.
Entre la fin de la guerre et 1970, il réalise plusieurs sculptures monumentales, dont le Monument aux morts d'Alençon et la décoration du pont du Pecq (au Pecq) représentant d'un côté La Seine, de l'autre L'Oise. Il se consacre à partir de 1972 à la taille directe dans des créations d'atelier.
René Letourneur est inhumé au cimetière de Fontenay-aux-Roses.

## Œuvre
On lui doit des bronzes, des terres cuites et des esquisses. Son œuvre est marquée par le style Art déco.

## Œuvres dans les collections publiques
- Abbeville, près du pont d'Abbeville : La Somme ;
- Arras, lycée Gambetta-Carnot : décoration de la façade ;
- Le Pecq, pont Georges-Pompidou : La Seine, L'Oise, statues allégoriques de ces deux cours d'eau ;
- Saint Germain en Laye, Lycée Marcel Roby, aujourd'hui lycée Jeanne-d'Albret : Statues de femmes représentant "Les lettres" et "Les arts"
- Sceaux, parc de Sceaux : 
  - L'Aurore, 1949-1950, pierre ;
  - Le Crépuscule, 1950-1953, pierre.
- Suresnes :
  - Collège Henri-Sellier (cité-jardin): bas-reliefs en marbre ;
  - Théâtre Jean-Vilar (cité-jardin) : bas-reliefs en marbre et masques sculptés ;

- Alençon : Monument aux Morts de la ville d'Alençon[7] :
  - Victoire ailée en bronze, structure calculée par Albert Caquot
  - Quatre bas-reliefsPortail de l'Église Notre-Dame-de-Victoire de Lorient

- Honfleur : bas-relief [8] ;

- Lorient :

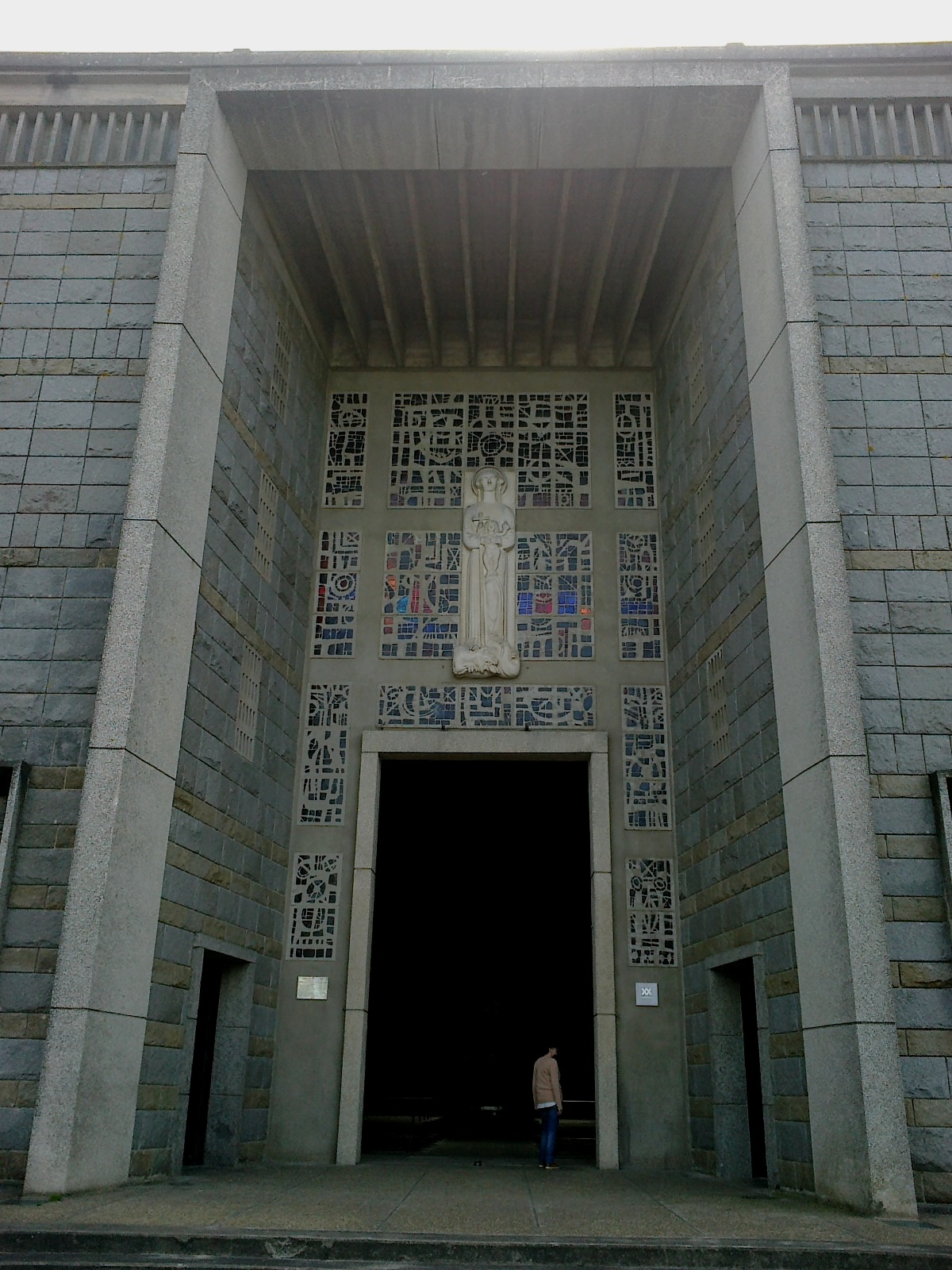
Portail de l'Église Notre-Dame-de-Victoire de Lorient

  - Poséidon de la façade de l'hôtel de ville[9] ;
  - Église Notre-Dame-de-Victoire de Lorient : Vierge à l'Enfant, sous le portail.

- Sailly-Saillisel : Christ en façade de l'église Saint Vast[10] ;

- Sainte-Hélène (Morbihan) : Christ en kersanton ; fresque du chœur de l'église Sainte-Hélène.

- Musée d'histoire urbaine et sociale : buste d'Alexandre Maistrasse[11].
- Musée Thomas-Henry à Cherbourg : "Elan" en marbre[12]
- Musée Henri Martin à Cahors : buste de Gambetta[13]
- Musée Despiau-Wlerick à Belfort[14]
- Musée Antoine Lécuyer à Saint-Quentin : "la jeune fille à la tortue" en bronze doré (numéro d'inventaire : 2008.3.I)
- Musée des années 30 à Boulogne :
  - Buste de Jean Jaurès[15]
  - Bas-relief "La Nuit" de 1927[16]

## Expositions
- Exposition internationale des arts décoratifs et industriels modernes de 1925 à Paris[2].
- Exposition universelle de 1937 à Paris
- Exposition au centre culturel français du Consulat de New York sur Union Square en 2005[17] : huit grands bronzes
- Du 7 mai au 3 novembre 2009 : « L'Atelier du sculpteur René Letourneur », bâtiment des Écuries, musée de l'Île-de-France à Sceaux